# ماي سن
ماي سن (بالإنجليزية: May Sun)‏ هي فنانة تنصيبية أمريكية، ولدت في 1954.